# Guillaume Le Rouge (Musiker)
Guillaume Le Rouge (* um 1385; aktiv 1450 bis 1465) war ein franko-flämischer Komponist und Sänger der burgundischen Schule in der frühen Renaissance.

## Leben und Wirken
Die Ermittlung der Identität von Guillaume Le Rouge wird erschwert durch die Existenz von mehreren Musikern mit ähnlich lautenden Namen in dieser Zeit. Mit der größeren Wahrscheinlichkeit war er der Sänger in der Kapelle von Herzog Charles d’Orléans (1394–1465) zwischen 1451 und 1465, welcher die Musiker, Minnesänger und Dichter unterstützte, indem er für ihre Gedichte und Rondeaux Melodien schuf. Ihn hat auch der Komponist Eloy d’Amerval in seiner Schrift „Le Livre de la deablerie“ (erschienen Paris 1508) neben anderen Komponisten rühmlich hervorgehoben. Johannes Tinctoris hat Lerouge in der Schrift „Proportionale musices“ (im 3. Buch, 2. Kapitel, erschienen um 1474) als „Angelorum errore labefactus“ bezeichnet, und zwar wegen dessen mensuralem Verfahren in der Messe „Mon cuer pleure“, welche heute nicht mehr bekannt ist. In diesem Traktat sind mehrere Komponisten genannt, die in den 1460er Jahren im Loire-Tal aktiv waren.
In der überlieferten Messe „So ys emprentid“ („Soyez aprantiz“) von Guillaume Le Rouge gibt es Ähnlichkeiten mit Messen von Barbignant, Guillaume Faugues und Johannes Pullois, welche darauf hindeuten, dass diese Komponisten untereinander eine gewisse Verbindung hatten. Der Musikhistoriker Christopher Reynolds vermutete (1995) einen Aufenthalt von Le Rouge in Rom, weil ein gewisser Rubino 1447 und 1448 als Sänger am dortigen Petersdom tätig war. Andere Musiker mit ähnlichen Namen (z. B. Guillaume Rose oder Rubinus) scheiden aus zeitlichen Gründen aus dieser Identität aus.

## Bedeutung
Von Guillaume Le Rouge sind zwei Kompositionen überliefert, eine Messe und eine Bergerette, die beide ihre Besonderheiten haben. Die Messe ist eine frühe Chanson-Messe, wobei sie mehrere Elemente der zugrunde liegenden Chanson „So ys emprentid“ übernimmt. Die Bergerette, gehalten in einem Stil, wie er für die Mitte des 15. Jahrhunderts üblich war, fällt durch einen in allen Stimmen gleichen Tonumfang auf (von c oder d bis f1), auch durch den tonalen Modus A, der in jener Zeit selten verwendet wurde. Wissenschaftler haben aus paläographischen (mittelalterlich-graphischen) Gründen vorgeschlagen, dass diese Bergerette ursprünglich ein Rondeau gewesen sein könnte, welches später durch Einfügung des entsprechenden homophonen, kontrastierenden zweiten Abschnitts zu einer Bergerette umgearbeitet worden ist.

## Werke
- Missa „So ys emprentid“ (= „Soyez amprantiz“) zu drei Stimmen; zugrunde liegende Ballade wahrscheinlich von Walter Frye
- Bergerette „Se je fayz dueil“ zu drei Stimmen, am Anfang nur in der obersten Stimme textiert